# Colin Meloy
Colin Meloy (Helena, 5 ottobre 1974) è un musicista statunitense, conosciuto per la sua militanza in band quali The Minus 5 e The Decemberist.

## Biografia
Mentre era al liceo, Meloy faceva parte della band Happy Cactus, e quando era al college, a Missoula, era il cantante dei Tarkio.
Entrambi erano gruppi indie rock. Subito dopo la laurea, lasciò i Tarkio, si trasferì a Portland con la speranza di affermarsi nella scena musicale della città. Lì, Meloy ha lavorato in una pizzeria per pagare l'affitto mentre ha ricominciato a suonare esibendosi in vari locali.
Meloy ha anche contribuito all'album 'album Yep Roc del 2006 dei The Minus 5. Meloy ha suonato la canzone di Elliott Smith "Clementine" per una compilation di artisti di Portland, Oregon, per sostenere un'organizzazione di beneficenza per bambini, e a metà del 2006 ha contribuito con il brano "Lazy Little Ada" alla compilation dei Kill Rock Stars, The Sound the Hare Heard . È apparso   nel video musicale di "A Pillar of Salt" dei The Thermals.
Nel 2005, Meloy ha fatto il suo primo tour da solista per supportare l'EP di sei canzoni autoprodotto, Colin Meloy Sings Morrissey, composto da sei cover di Morrissey. Sono state realizzate solo 1000 copie dell'album e sono state vendute solo in questo tour. Meloy ha fatto un secondo tour da solista nel gennaio 2006, suonando con Laura Veirs e Amy Annelle. In questo tour, ha venduto un EP con cover dell'artista folk britannica Shirley Collins. Le esibizioni del tour del 2006 sono state registrate per un'uscita dal vivo.
Meloy ha iniziato un altro tour da solista nell'aprile 2008. Ciò ha coinciso con l'uscita del suo album di debutto da solista, Colin Meloy Sings Live!, per l'etichetta Kill Rock Stars. La cantautrice Laura Gibson è stata l'atto di supporto per l'intero tour. Come per gli EP precedenti, Meloy ha venduto un EP disponibile solo in questa serie: Colin Meloy Sings Sam Cooke, una raccolta di cinque canzoni di Sam Cooke, arrangiate ed eseguite da Meloy, con Gibson che canta armonie.
Meloy è apparso nel film documentario del 2013 Another Day, Another Time: Celebrating the Music of "Inside Llewyn Davis".

## Discografia

### Solista
- Colin Meloy Sings Morrissey (2005)
- Colin Meloy Sings Shirley Collins (2006)
- Colin Meloy Sings Sam Cooke (2008)
- Colin Meloy Sings The Kinks (2013)

### Con i Decemberist
- 2002 – Castaways and Cutouts
- 2003 – Her Majesty the Decemberists
- 2005 – Picaresque
- 2006 – The Crane Wife
- 2009 – The Hazards of Love

### Con i The Minus 5
- 2006 - Yep Roc